# Василівка (Семенівська селищна громада)
Васи́лівка — село в Україні, у Семенівській селищній громаді Кременчуцького району Полтавської області. Населення становить 716 осіб. Колишній центр Василівської сільської ради.

## Географія
Село Василівка знаходиться на лівому березі безіменної річечки, яка через 2 км впадає в річку Хорол, вище за течією на відстані 1 км розташоване село Брусове.

## Історія
- 1781 — село належить до Хорольської сотні Миргородського полку, 99 хат.

Входило до володінь дворянського роду Родзянко.
12 червня 2020 року, відповідно до розпорядження Кабінету Міністрів України № 721-р «Про визначення адміністративних центрів та затвердження територій територіальних громад Полтавської області», село увійшло до складу Семенівської селищної міської громади.
19 липня 2020 року, в результаті адміністративно - територіальної реформи та ліквідації Семенівського району, село увійшло до складу новоутвореного Кременчуцького району.

## Репресовані радянською владою односельці
1. Гунько Панас Іванович — 1880 року народження, Місце народження: Полтавська обл. с. Василівка Семенівського р-ну, національність: українець, соціальне походження: із селян, освіта: освіта середня, Заарештований с. Василівка. Селянин-одноосібник. Заарештований 19 жовтня 1930 р., Засуджений Особливою нарадою при Колегії ДПУ УСРР 29 грудня 1930 р. за ст. 54-10 КК УСРР до 3 років позбавлення волі умовно.
2. Гунько Павло Іванович — 1882 року народження, Місце народження: Полтавська обл. с. Запсілля Кременчуцького р-ну, національність: українець, соціальне походження: із селян, освіта: початкова, останнє місце проживання: Полтавська обл. с. Василівка Семенівського р-ну, Заарештований 22 лютого 1931 р., засуджений 20 червня 1931 р. за ст. 54-10 КК УСРР до поселення у Північному краї.
3. Гунько Іван Григорійович — 1901 року народження, Місце народження: Полтавська обл. с. Василівка Семенівського р-ну, національність: українець, соціальне походження: із селян, освіта: початкова, останнє місце проживання: АР Крим г. Керчь, останнє місце роботи, посада: аппаратчик коксохимзавода, арест. 05.02.1938 г. Керченским ГО НКВД Крыма по ст. 58-7, 10 УК РСФСР: агитация против подписки на заем, вредительство, осужден 12.02.1938 г. Тройкой НКВД Крыма к расстрелу с конфискацией имущества, расстрелян 29.04.1938 г.
4. Данич Олена Терентіївна — 1889 року народження, Місце народження: Полтавська обл. с. Василівка Семенівського р-ну, національність: українець, соціальне походження: із селян, освіта: початкова, останнє місце проживання: Полтавська обл. м. Кременчук, Заарештована 15 лютого 1944 р., Засуджена Військовим трибуналом військ НКВС Полтавської обл. 4 квітня 1944 р. за ст. 54-10 ч. 2 КК УРСР до 10 років позбавлення волі з поразкою в правах на 5 років.

## Населення
Згідно з переписом УРСР 1989 року чисельність наявного населення села становила 820 осіб, з яких 329 чоловіків та 491 жінка.
За переписом населення України 2001 року в селі мешкало 707 осіб.

### Мова
Розподіл населення за рідною мовою за даними перепису 2001 року:
| Мова       | Відсоток |
| ---------- | -------- |
| українська | 98,32 %  |
| російська  | 1,12 %   |
| білоруська | 0,14 %   |
| молдовська | 0,14 %   |
| інші       | 0,28 %   |

## Об'єкти соціальної сфери
- Школа.
- Музична школа.
- Клуб.

## Відомі люди

### Народились
- Феофіл (Булдовський) — український православний церковний діяч, митрополит всієї України Української соборно-єпископської церкви(1929–1937), митрополит Української автокефальної православної церкви (1942–1943), архієпископ Харківський та Полтавський.